# Discodermia proliferans
Discodermia proliferans är en svampdjursart som beskrevs av Claude Lévi 1983. Discodermia proliferans ingår i släktet Discodermia och familjen Theonellidae.
Artens utbredningsområde är havet kring Nya Kaledonien. Inga underarter finns listade i Catalogue of Life.